# Solstollarna
Solstollarna är ett TV-program som först sändes i tio avsnitt på sommarmorgnarna i Sveriges Television med premiär den 15 juli 1985. Programmet skapades av Ola Ström och Per Dunsö och var en fristående fortsättning på Toffelhjältarna som sändes under jullovet 1984.
Den 17 oktober 1987 hade en andra omgång premiär och förutom damerna i personalen medverkade även varje vecka en känd artist eller grupp: Britt Dahlén, Lena Philipsson, Samantha Fox, Fredrik Willstrand, Lili & Susie, Mandy Smith, Anna Book, Dodo and the Dodos, Style samt Pernilla Wahlgren. Musiken gavs ut på albumet Gäster hos Solstollarna samma år.

## Handling
Solstollarna utspelades runt Ribersborgsbadet i Malmö där direktör Knegoff ägde ett slags café med benäget bistånd av sin sekreterare Ulla-Bella och sin personal. Bland andra figurer i handlingen fanns Skumberg, tullaren Gömstedt, Gösta och Hjördis. Skumbergs genomgående tema var smuggling av danska wienerbröd med choklad.
Förutom Per Dunsö och Ola Ström medverkade i den första omgången även Carina Carlsson, Martyna Lisowska, André Gjörling och Anna Book. Som dansare medverkade Gunilla Svensson, Lisa Mattsson och Camilla Görman. I den andra omgången från 1987 hade dansarna bytts ut mot Katja Kisch, Chatarina Hådell, Paul Glaser och Catarina Andersson. Som musiker medverkade Bo Mårtensson, Håkan Nyberg och Thomas Nyberg. Tillsammans med Britt Dahlén spelade samtliga även andra roller i serien.

## Om serien
1991 utkom en ihopklippt samling av inslag från seriens två säsonger på VHS och i november 2006 gavs en DVD med det bästa ur Ströms och Dunsös produktioner ut, varvat med nytagna scener i gamla miljöer i Malmö. Samtidigt lanserades Solstollarnas officiella webbplats.
16 och 17 juni 2007 återförenades gänget på Victoriateatern i Malmö för tre utsålda konserter där de framförde sina mest omtyckta låtar men även några sketcher med Knegoff och Ulla-Bella, Gösta & Hjördis, Skumberg, tullaren och Lasse Polis. På scen stod Ström, Dunsö, Mårtensson, Håkan Nyberg, Thomas Nyberg, Gjörling och Lisowska samt några av "Ministollarna" som medverkade i Ströms och Dunsös föreställningar på 1990-talet.

## Avsnitt
| Säsong | Avsnitt | Datum            | Medverkande | Medverkande | Knegoffsreklam                                                    | Musiknummer                     |
| ------ | ------- | ---------------- | --- | --- | ----------------------------------------------------------------- | ------------------------------- |
| 1      | 1       | 15 juli 1985     | Samtliga 20 avsnitt: Ola Ström (Ola / Ulla-Bella / Direktör Knegoff, m.fl.) Per Dunsö (Per / Vaktmästaren / Hjördis, m.fl.) Martyna Lisowska (Martyna) Bo Mårtensson (Skumberg / Inga Stråhle / Bertil) André Gjörling (Peter) Håkan Nyberg (Håkan / Dansken / Tilda Persson) Magdalena Bergström (Sjöjungfrun) | Samtliga 10 avsnitt: Anna Book Carina Carlsson Dansare: Gunilla Svensson Lisa Mattsson Camilla Görman                                        |                                                                   |                                 |
| 1      | 2       | 17 juli 1985     | Samtliga 20 avsnitt: Ola Ström (Ola / Ulla-Bella / Direktör Knegoff, m.fl.) Per Dunsö (Per / Vaktmästaren / Hjördis, m.fl.) Martyna Lisowska (Martyna) Bo Mårtensson (Skumberg / Inga Stråhle / Bertil) André Gjörling (Peter) Håkan Nyberg (Håkan / Dansken / Tilda Persson) Magdalena Bergström (Sjöjungfrun) | Samtliga 10 avsnitt: Anna Book Carina Carlsson Dansare: Gunilla Svensson Lisa Mattsson Camilla Görman                                        |                                                                   |                                 |
| 1      | 3       | 22 juli 1985     | Samtliga 20 avsnitt: Ola Ström (Ola / Ulla-Bella / Direktör Knegoff, m.fl.) Per Dunsö (Per / Vaktmästaren / Hjördis, m.fl.) Martyna Lisowska (Martyna) Bo Mårtensson (Skumberg / Inga Stråhle / Bertil) André Gjörling (Peter) Håkan Nyberg (Håkan / Dansken / Tilda Persson) Magdalena Bergström (Sjöjungfrun) | Samtliga 10 avsnitt: Anna Book Carina Carlsson Dansare: Gunilla Svensson Lisa Mattsson Camilla Görman                                        |                                                                   |                                 |
| 1      | 4       | 24 juli 1985     | Samtliga 20 avsnitt: Ola Ström (Ola / Ulla-Bella / Direktör Knegoff, m.fl.) Per Dunsö (Per / Vaktmästaren / Hjördis, m.fl.) Martyna Lisowska (Martyna) Bo Mårtensson (Skumberg / Inga Stråhle / Bertil) André Gjörling (Peter) Håkan Nyberg (Håkan / Dansken / Tilda Persson) Magdalena Bergström (Sjöjungfrun) | Samtliga 10 avsnitt: Anna Book Carina Carlsson Dansare: Gunilla Svensson Lisa Mattsson Camilla Görman                                        |                                                                   |                                 |
| 1      | 5       | 29 juli 1985     | Samtliga 20 avsnitt: Ola Ström (Ola / Ulla-Bella / Direktör Knegoff, m.fl.) Per Dunsö (Per / Vaktmästaren / Hjördis, m.fl.) Martyna Lisowska (Martyna) Bo Mårtensson (Skumberg / Inga Stråhle / Bertil) André Gjörling (Peter) Håkan Nyberg (Håkan / Dansken / Tilda Persson) Magdalena Bergström (Sjöjungfrun) | Samtliga 10 avsnitt: Anna Book Carina Carlsson Dansare: Gunilla Svensson Lisa Mattsson Camilla Görman                                        |                                                                   |                                 |
| 1      | 6       | 31 juli 1985     | Samtliga 20 avsnitt: Ola Ström (Ola / Ulla-Bella / Direktör Knegoff, m.fl.) Per Dunsö (Per / Vaktmästaren / Hjördis, m.fl.) Martyna Lisowska (Martyna) Bo Mårtensson (Skumberg / Inga Stråhle / Bertil) André Gjörling (Peter) Håkan Nyberg (Håkan / Dansken / Tilda Persson) Magdalena Bergström (Sjöjungfrun) | Samtliga 10 avsnitt: Anna Book Carina Carlsson Dansare: Gunilla Svensson Lisa Mattsson Camilla Görman                                        |                                                                   |                                 |
| 1      | 7       | 5 augusti 1985   | Samtliga 20 avsnitt: Ola Ström (Ola / Ulla-Bella / Direktör Knegoff, m.fl.) Per Dunsö (Per / Vaktmästaren / Hjördis, m.fl.) Martyna Lisowska (Martyna) Bo Mårtensson (Skumberg / Inga Stråhle / Bertil) André Gjörling (Peter) Håkan Nyberg (Håkan / Dansken / Tilda Persson) Magdalena Bergström (Sjöjungfrun) | Samtliga 10 avsnitt: Anna Book Carina Carlsson Dansare: Gunilla Svensson Lisa Mattsson Camilla Görman                                        |                                                                   |                                 |
| 1      | 8       | 7 augusti 1985   | Samtliga 20 avsnitt: Ola Ström (Ola / Ulla-Bella / Direktör Knegoff, m.fl.) Per Dunsö (Per / Vaktmästaren / Hjördis, m.fl.) Martyna Lisowska (Martyna) Bo Mårtensson (Skumberg / Inga Stråhle / Bertil) André Gjörling (Peter) Håkan Nyberg (Håkan / Dansken / Tilda Persson) Magdalena Bergström (Sjöjungfrun) | Samtliga 10 avsnitt: Anna Book Carina Carlsson Dansare: Gunilla Svensson Lisa Mattsson Camilla Görman                                        |                                                                   |                                 |
| 1      | 9       | 12 augusti 1985  | Samtliga 20 avsnitt: Ola Ström (Ola / Ulla-Bella / Direktör Knegoff, m.fl.) Per Dunsö (Per / Vaktmästaren / Hjördis, m.fl.) Martyna Lisowska (Martyna) Bo Mårtensson (Skumberg / Inga Stråhle / Bertil) André Gjörling (Peter) Håkan Nyberg (Håkan / Dansken / Tilda Persson) Magdalena Bergström (Sjöjungfrun) | Samtliga 10 avsnitt: Anna Book Carina Carlsson Dansare: Gunilla Svensson Lisa Mattsson Camilla Görman                                        |                                                                   |                                 |
| 1      | 10      | 14 augusti 1985  | Samtliga 20 avsnitt: Ola Ström (Ola / Ulla-Bella / Direktör Knegoff, m.fl.) Per Dunsö (Per / Vaktmästaren / Hjördis, m.fl.) Martyna Lisowska (Martyna) Bo Mårtensson (Skumberg / Inga Stråhle / Bertil) André Gjörling (Peter) Håkan Nyberg (Håkan / Dansken / Tilda Persson) Magdalena Bergström (Sjöjungfrun) | Samtliga 10 avsnitt: Anna Book Carina Carlsson Dansare: Gunilla Svensson Lisa Mattsson Camilla Görman                                        |                                                                   |                                 |
|        |         |                  | Samtliga 20 avsnitt: Ola Ström (Ola / Ulla-Bella / Direktör Knegoff, m.fl.) Per Dunsö (Per / Vaktmästaren / Hjördis, m.fl.) Martyna Lisowska (Martyna) Bo Mårtensson (Skumberg / Inga Stråhle / Bertil) André Gjörling (Peter) Håkan Nyberg (Håkan / Dansken / Tilda Persson) Magdalena Bergström (Sjöjungfrun) | |                                                                   |                                 |
| 2      | 1       | 17 oktober 1987  | Samtliga 20 avsnitt: Ola Ström (Ola / Ulla-Bella / Direktör Knegoff, m.fl.) Per Dunsö (Per / Vaktmästaren / Hjördis, m.fl.) Martyna Lisowska (Martyna) Bo Mårtensson (Skumberg / Inga Stråhle / Bertil) André Gjörling (Peter) Håkan Nyberg (Håkan / Dansken / Tilda Persson) Magdalena Bergström (Sjöjungfrun) | Samtliga 10 avsnitt: Britt Dahlén Lars Sundlöf (Lasse Polis) Thomas Nyberg Dansare: Catarina Andersson Katja Kisch Paul Glaser Harley Wallen | Samantha Fox Lena Philipsson Style Pernilla Wahlgren              | Britt Dahlén                    |
| 2      | 2       | 24 oktober 1987  | Samtliga 20 avsnitt: Ola Ström (Ola / Ulla-Bella / Direktör Knegoff, m.fl.) Per Dunsö (Per / Vaktmästaren / Hjördis, m.fl.) Martyna Lisowska (Martyna) Bo Mårtensson (Skumberg / Inga Stråhle / Bertil) André Gjörling (Peter) Håkan Nyberg (Håkan / Dansken / Tilda Persson) Magdalena Bergström (Sjöjungfrun) | Samtliga 10 avsnitt: Britt Dahlén Lars Sundlöf (Lasse Polis) Thomas Nyberg Dansare: Catarina Andersson Katja Kisch Paul Glaser Harley Wallen | Samantha Fox Mandy Smith Anna Book                                | Lena Philipsson                 |
| 2      | 3       | 31 oktober 1987  | Samtliga 20 avsnitt: Ola Ström (Ola / Ulla-Bella / Direktör Knegoff, m.fl.) Per Dunsö (Per / Vaktmästaren / Hjördis, m.fl.) Martyna Lisowska (Martyna) Bo Mårtensson (Skumberg / Inga Stråhle / Bertil) André Gjörling (Peter) Håkan Nyberg (Håkan / Dansken / Tilda Persson) Magdalena Bergström (Sjöjungfrun) | Samtliga 10 avsnitt: Britt Dahlén Lars Sundlöf (Lasse Polis) Thomas Nyberg Dansare: Catarina Andersson Katja Kisch Paul Glaser Harley Wallen | Dodo and the Dodos Style Pernilla Wahlgren Lili & Susie Anna Book | Samantha Fox                    |
| 2      | 4       | 7 november 1987  | Samtliga 20 avsnitt: Ola Ström (Ola / Ulla-Bella / Direktör Knegoff, m.fl.) Per Dunsö (Per / Vaktmästaren / Hjördis, m.fl.) Martyna Lisowska (Martyna) Bo Mårtensson (Skumberg / Inga Stråhle / Bertil) André Gjörling (Peter) Håkan Nyberg (Håkan / Dansken / Tilda Persson) Magdalena Bergström (Sjöjungfrun) | Samtliga 10 avsnitt: Britt Dahlén Lars Sundlöf (Lasse Polis) Thomas Nyberg Dansare: Catarina Andersson Katja Kisch Paul Glaser Harley Wallen | Lena Philipsson Dodo and the Dodos Mandy Smith                    | Fredrik Willstrand Britt Dahlén |
| 2      | 5       | 14 november 1987 | Samtliga 20 avsnitt: Ola Ström (Ola / Ulla-Bella / Direktör Knegoff, m.fl.) Per Dunsö (Per / Vaktmästaren / Hjördis, m.fl.) Martyna Lisowska (Martyna) Bo Mårtensson (Skumberg / Inga Stråhle / Bertil) André Gjörling (Peter) Håkan Nyberg (Håkan / Dansken / Tilda Persson) Magdalena Bergström (Sjöjungfrun) | Samtliga 10 avsnitt: Britt Dahlén Lars Sundlöf (Lasse Polis) Thomas Nyberg Dansare: Catarina Andersson Katja Kisch Paul Glaser Harley Wallen | Samantha Fox Lena Philipsson Style                                | Lili & Susie Britt Dahlén       |
| 2      | 6       | 21 november 1987 | Samtliga 20 avsnitt: Ola Ström (Ola / Ulla-Bella / Direktör Knegoff, m.fl.) Per Dunsö (Per / Vaktmästaren / Hjördis, m.fl.) Martyna Lisowska (Martyna) Bo Mårtensson (Skumberg / Inga Stråhle / Bertil) André Gjörling (Peter) Håkan Nyberg (Håkan / Dansken / Tilda Persson) Magdalena Bergström (Sjöjungfrun) | Samtliga 10 avsnitt: Britt Dahlén Lars Sundlöf (Lasse Polis) Thomas Nyberg Dansare: Catarina Andersson Katja Kisch Paul Glaser Harley Wallen | Dodo and the Dodos Pernilla Wahlgren Anna Book                    | Mandy Smith                     |
| 2      | 7       | 28 november 1987 | Samtliga 20 avsnitt: Ola Ström (Ola / Ulla-Bella / Direktör Knegoff, m.fl.) Per Dunsö (Per / Vaktmästaren / Hjördis, m.fl.) Martyna Lisowska (Martyna) Bo Mårtensson (Skumberg / Inga Stråhle / Bertil) André Gjörling (Peter) Håkan Nyberg (Håkan / Dansken / Tilda Persson) Magdalena Bergström (Sjöjungfrun) | Samtliga 10 avsnitt: Britt Dahlén Lars Sundlöf (Lasse Polis) Thomas Nyberg Dansare: Catarina Andersson Katja Kisch Paul Glaser Harley Wallen | Lena Philipsson Mandy Smith Style Fredrik Willstrand              | Anna Book Britt Dahlén          |
| 2      | 8       | 5 december 1987  | Samtliga 20 avsnitt: Ola Ström (Ola / Ulla-Bella / Direktör Knegoff, m.fl.) Per Dunsö (Per / Vaktmästaren / Hjördis, m.fl.) Martyna Lisowska (Martyna) Bo Mårtensson (Skumberg / Inga Stråhle / Bertil) André Gjörling (Peter) Håkan Nyberg (Håkan / Dansken / Tilda Persson) Magdalena Bergström (Sjöjungfrun) | Samtliga 10 avsnitt: Britt Dahlén Lars Sundlöf (Lasse Polis) Thomas Nyberg Dansare: Catarina Andersson Katja Kisch Paul Glaser Harley Wallen | Samantha Fox Lili & Susie                                         | Dodo and the Dodos              |
| 2      | 9       | 12 december 1987 | Samtliga 20 avsnitt: Ola Ström (Ola / Ulla-Bella / Direktör Knegoff, m.fl.) Per Dunsö (Per / Vaktmästaren / Hjördis, m.fl.) Martyna Lisowska (Martyna) Bo Mårtensson (Skumberg / Inga Stråhle / Bertil) André Gjörling (Peter) Håkan Nyberg (Håkan / Dansken / Tilda Persson) Magdalena Bergström (Sjöjungfrun) | Samtliga 10 avsnitt: Britt Dahlén Lars Sundlöf (Lasse Polis) Thomas Nyberg Dansare: Catarina Andersson Katja Kisch Paul Glaser Harley Wallen | Lena Philipsson Mandy Smith Fredrik Willstrand                    | Style                           |
| 2      | 10      | 19 december 1987 | Samtliga 20 avsnitt: Ola Ström (Ola / Ulla-Bella / Direktör Knegoff, m.fl.) Per Dunsö (Per / Vaktmästaren / Hjördis, m.fl.) Martyna Lisowska (Martyna) Bo Mårtensson (Skumberg / Inga Stråhle / Bertil) André Gjörling (Peter) Håkan Nyberg (Håkan / Dansken / Tilda Persson) Magdalena Bergström (Sjöjungfrun) | Samtliga 10 avsnitt: Britt Dahlén Lars Sundlöf (Lasse Polis) Thomas Nyberg Dansare: Catarina Andersson Katja Kisch Paul Glaser Harley Wallen | Samantha Fox Dodo and the Dodos                                   | Pernilla Wahlgren               |

### Fotnoter
1. ↑  Solstollarna, eftertexter.[källa från Wikidata]
2. ↑  ”Svensk mediedatabas”. http://smdb.kb.se/catalog/search?q=Solstollarna+typ%3Atv&sort=OLDEST. Läst 16 april 2011.
3. ↑  ”Svensk mediedatabas”. http://smdb.kb.se/catalog/search?q=Solstollarna+typ%3Afilm-video&sort=OLDEST. Läst 16 april 2011.
4. ↑  Maria Rydhagen (18 juni 2007). ”Braksuccé för Ulla-Bellas comeback”. Expressen. https://www.expressen.se/kvallsposten/braksucce-for-ulla-bellas-comeback/.